# Fidži na Svjetskom prvenstvu u atletici 2015.
Fidži  se na Svjetskom prvenstvu u atletici 2015. u Pekingu natjecao od 22. do 30. kolovoza s dvojicom predstavnika u disciplinama skok u dalj i utrci na 100 metara.

## Rezultati

### Muškarci

#### Trkačke discipline
| Atletičar          | Disciplina | Kvalifikacije | Kvalifikacije | Poluzavršnica | Poluzavršnica | Završnica         | Završnica         |
| Atletičar          | Disciplina | Rezultat      | Plasman       | Rezultat      | Plasman       | Rezultat          | Plasman           |
| ------------------ | ---------- | ------------- | ------------- | ------------- | ------------- | ----------------- | ----------------- |
| Banuve Tabakaucoro | 100 metara | 10.50         | 2 Q           | 10.41         | 41.           | Nije se plasirao. | Nije se plasirao. |

#### Skakačke discipline
| Atletičar       | Disciplina  | Kvalifikacije | Kvalifikacije | Završnica             | Završnica             |
| Atletičar       | Disciplina  | Rezultat      | Plasman       | Rezultat              | Plasman               |
| --------------- | ----------- | ------------- | ------------- | --------------------- | --------------------- |
| Waisale Dausoko | skok u dalj | 6.89          | 28.           | Nije se kvalificirao. | Nije se kvalificirao. |